# Max Urdemales, abogado sobrenatural
Max Urdemales, abogado sobrenatural es una novela juvenil de aventura sobrenatural escrita por el periodista y novelista chileno Francisco Ortega. La novela fue publicada por la editorial Planeta Lector, división de Editorial Planeta, el 9 de octubre de 2015 y narra las vivencias de Max Urdemales, hijo del legendario Pedro Urdemales, quien deberá hacerse cargo del trabajo inconcluso que dejó su padre en un mundo oculto para los seres humanos.
Ortega ha dicho que la novela forma parte de una trilogía. La primera secuela, y segundo volumen de la serie se titula Max Urdemales en la recta provincia, cuya publicación fue en 2017.

## Sinopsis
La vida de Max cambia repentinamente cuando descubre que es hijo del mítico personaje Pedro Urdemales, y que deberá tomar el lugar y trabajo de su progenitor: ser el defensor de los Cuarto Nacidos, Híbridos, o comúnmente conocidos como monstruos. Max comienza su aventura al tener que defender a Natalya Strogoff, una vampiro a quien la Penumbra (mundo de todas estas criaturas), bajo la acusación de Noé, está condenando por mostrar su forma original frente a los seres humanos.

## Personajes
- Maximiliano «Max» Urdemales,  joven de 13 años, quien descubre ser hijo del mítico Pedro Urdemales. Max tendrá que tomar el lugar que su, ahora fallecido, padre ha dejado en el mundo de los monstruos o Cuarto Nacidos, un mundo oculto de los seres humanos.
- Natalya Strogoff, chica delgada, alta y pálida que en realidad es un vampiro. Natalya es acusada de incumplir con el mandamiento de no mostrar su forma "híbrida" (o real) frente a los seres humanos o Tercer Nacidos; amiga de Max Urdemales.
- Tito, El abuelo o"tata" de Max Urdemales. Hombre obeso, calvo y barbón que en realidad es un Golem, a quien se le encomendó cuidar a Max en el mundo de los seres humanos.
- Eduviges, Mujer española, canosa y robusta. Media hermana de Tito. Eduviges es una quimera disfrazada y quien cuida de Natalya, en la ausencia de sus padres.
- Noe, Un primer nacido que es el antagonista de la historia con ojos de joyas con lava en el alrededor que intenta matar a Natalya Strogoff por haber mostrado(su supuesta forma real)su forma de vampiro a los humanos (tercer nacidos).
- El duendeJulian sin duda se llamaba así con un acento argentino ayudo de max undermales

## Concepción
Ortega trabajó en la novela desde el año 2010. La novela fue propuesta para la editorial Norma, pero que luego de la crisis interna que vivió la empresa el material cayó en manos de Planeta Lector, quienes buscaban una novela para niños.
El autor explica que el origen de la idea comenzó cuando escuchó la frase: "Que lata que los vampiros no tengan a nadie que los defienda", y pensó que Pedro Urdemales le serviría para la novela. Sobre el mito de Urdemales, Francisco Ortega explicó que Urdemales representaba al «padre perfecto para el héroe del libro».
Ortega dio vida a una novela de aventuras que según él «es una novela de aventuras para niños de nueve a 99 años». Junto a eso, explica que la historia «se hace cargo de los mitos y el folclor chileno» debido al origen del protagonista.